# FC Santos Tartu
Football Club Tartu Santos is een Estse club uit de stad Tartu. De club speelt in het Tamme Stadion.

## Geschiedenis
Omnisportvereniging Tartu Kalev-Välk werd in 1994 opgericht. Tussen 2003 en 2006 werkte de voetbalafdeling Tartu Välk 494 zich na vijf kampioenschappen op van de V Liiga naar de Esiliiga (tweede niveau). In 2007 degradeerde de club en werd daarna verzelfstandigd onder de naam FC Santos en ging in de II Liiga. In 2008 werd de club kampioen. Tussen 2009 en 2012 nam de club geen deel aan de competitie. In 2013 werd de club opnieuw ingeschreven als FC Santos Tartu en werd direct kampioen in de II Liiga. In het seizoen 2013/14 haalde FC Tartu Santos de bekerfinale van de Estse voetbalbeker. Hoewel het in de finale verloor plaatste de club zich voor de UEFA Europa League, omdat de winnaar zich via de competitie al had geplaatst voor de voorronden van de UEFA Champions League. Opvallend was dat FC Tartu Santos op dat moment zelf uitkwam op het derde niveau, de Esiliiga B. Dat jaar promoveerde Santos naar de Esiliiga.
Na vier seizoenen in de Esiliiga aanwezig te zijn geweest stapte de club in 2019 terug naar het vierde niveau, de II liiga. Na een veertiende plaats in dat seizoen verdween de club van de radar uit de professionele competities.

## In Europa
Q = voorronde
Uitslagen vanuit gezichtspunt FC Santos Tartu
| Seizoen | Competitie    | Ronde | Land               | Club      | Totaalscore | 1e W    | 2e W    | PUC |
| ------- | ------------- | ----- | ------------------ | --------- | ----------- | ------- | ------- | --- |
| 2014/15 | Europa League | 1Q    | Vlag van Noorwegen | Tromsø IL | 1-13        | 0-7 (T) | 1-6 (U) | 0.0 |